# 8.ª etapa da Volta a Espanha de 2022
A 8.ª etapa da Volta a Espanha de 2022 teve lugar a 27 de agosto de 2022 entre Pola de Laviana e Yernes y Tameza sobre um percurso de 153,4 km. O vencedor foi o australiano Jay Vine do Alpecin-Deceuninck e o belga Remco Evenepoel conseguiu manter a liderança.

## Classificação da etapa
| Pola de Laviana - Yernes y Tameza | alta montanha | (153,4 km) |

| \| Classificação por etapas \| Classificação por etapas \| Classificação por etapas \| Classificação por etapas \| Classificação por etapas \| \| Ciclista \| Ciclista \| Equipe \| Tempo \| \| \| ------------------------ \| ------------------------ \| ---------------------------------- \| ------------------------ \| ------------------------ \| \| 1. \| Jay Vine \| Alpecin-Deceuninck \| 4h05m25s \| \| \| 2. \| Marc Soler \| UAE Team Emirates \| + 43s \| \| \| 3. \| Rein Taaramäe \| Intermarché-Wanty-Gobert Matériaux \| + 43s \| \| \| 4. \| Thibaut Pinot \| Groupama-FDJ \| + 47s \| \| \| 5. \| Remco Evenepoel \| Quick-Step Alpha Vinyl \| + 1m20s \| \| \| 6. \| Enric Mas \| Movistar Team \| + 1m20s \| \| \| 7. \| Primož Roglič \| Jumbo-Visma \| + 1m20s \| \| \| 8. \| Simon Yates \| BikeExchange-Jayco \| + 1m33s \| \| \| 9. \| Carlos Rodríguez \| Ineos Grenadiers \| + 1m33s \| \| \| 10. \| Sébastien Reichenbach \| Groupama-FDJ \| + 1m42s \| \| |                       |                                    |          |
| |                       |                                    |          |
| Fonte: ProCyclingStats |                       |                                    |          |
| Classificação por etapas |                       |                                    |          |
| Ciclista | Ciclista              | Equipe                             | Tempo    |
| 1. | Jay Vine              | Alpecin-Deceuninck                 | 4h05m25s |
| 2. | Marc Soler            | UAE Team Emirates                  | + 43s    |
| 3. | Rein Taaramäe         | Intermarché-Wanty-Gobert Matériaux | + 43s    |
| 4. | Thibaut Pinot         | Groupama-FDJ                       | + 47s    |
| 5. | Remco Evenepoel       | Quick-Step Alpha Vinyl             | + 1m20s  |
| 6. | Enric Mas             | Movistar Team                      | + 1m20s  |
| 7. | Primož Roglič         | Jumbo-Visma                        | + 1m20s  |
| 8. | Simon Yates           | BikeExchange-Jayco                 | + 1m33s  |
| 9. | Carlos Rodríguez      | Ineos Grenadiers                   | + 1m33s  |
| 10. | Sébastien Reichenbach | Groupama-FDJ                       | + 1m42s  |

## Classificações ao final da etapa

### Classificação geral
| \| Classificação geral \| Classificação geral \| Classificação geral \| Classificação geral \| Classificação geral \| \| Ciclista \| Ciclista \| Equipe \| Tempo \| \| \| ------------------- \| ------------------- \| ---------------------- \| ------------------- \| ------------------- \| \| 1. \| Remco Evenepoel \| Quick-Step Alpha Vinyl \| 29h28m19s \| \| \| 2. \| Enric Mas \| Movistar Team \| + 28s \| \| \| 3. \| Primož Roglič \| Jumbo-Visma \| + 1m01s \| \| \| 4. \| Carlos Rodríguez \| Ineos Grenadiers \| + 1m47s \| \| \| 5. \| Tao Geoghegan Hart \| Ineos Grenadiers \| + 1m54s \| \| \| 6. \| Juan Ayuso \| UAE Team Emirates \| + 2m02s \| \| \| 7. \| Simon Yates \| BikeExchange-Jayco \| + 2m05s \| \| \| 8. \| João Almeida \| UAE Team Emirates \| + 2m44s \| \| \| 9. \| Jai Hindley \| Bora-Hansgrohe \| + 2m51s \| \| \| 10. \| Ben O'Connor \| AG2R Citroën Team \| + 2m59s \| \| |                    |                        |           |
| |                    |                        |           |
| Fonte: ProCyclingStats |                    |                        |           |
| Classificação geral |                    |                        |           |
| Ciclista | Ciclista           | Equipe                 | Tempo     |
| 1. | Remco Evenepoel    | Quick-Step Alpha Vinyl | 29h28m19s |
| 2. | Enric Mas          | Movistar Team          | + 28s     |
| 3. | Primož Roglič      | Jumbo-Visma            | + 1m01s   |
| 4. | Carlos Rodríguez   | Ineos Grenadiers       | + 1m47s   |
| 5. | Tao Geoghegan Hart | Ineos Grenadiers       | + 1m54s   |
| 6. | Juan Ayuso         | UAE Team Emirates      | + 2m02s   |
| 7. | Simon Yates        | BikeExchange-Jayco     | + 2m05s   |
| 8. | João Almeida       | UAE Team Emirates      | + 2m44s   |
| 9. | Jai Hindley        | Bora-Hansgrohe         | + 2m51s   |
| 10. | Ben O'Connor       | AG2R Citroën Team      | + 2m59s   |

### Classificação por pontos
| Classificação por pontos | Classificação por pontos | Classificação por pontos | Classificação por pontos | Classificação por pontos |
| Ciclista                 | Ciclista                 | Equipe                   | Pontos                   |                          |
| ------------------------ | ------------------------ | ------------------------ | ------------------------ | ------------------------ |
| 1.                       | Mads Pedersen            | Trek-Segafredo           | 147 pts                  |                          |
| 2.                       | Sam Bennett              | Bora-Hansgrohe           | 142 pts                  |                          |
| 3.                       | Marc Soler               | UAE Team Emirates        | 81 pts                   |                          |
| 4.                       | Fred Wright              | Bahrain Victorious       | 64 pts                   |                          |
| 5.                       | Remco Evenepoel          | Quick-Step Alpha Vinyl   | 52 pts                   |                          |
| 6.                       | Primož Roglič            | Jumbo-Visma              | 50 pts                   |                          |
| 7.                       | Enric Mas                | Movistar Team            | 47 pts                   |                          |
| 8.                       | Daniel McLay             | Arkéa-Samsic             | 41 pts                   |                          |
| 9.                       | Jay Vine                 | Alpecin-Deceuninck       | 40 pts                   |                          |
| 10.                      | Jesús Herrada            | Cofidis                  | 40 pts                   |                          |

### Classificação da montanha
| Classificação da montanha | Classificação da montanha | Classificação da montanha | Classificação da montanha | Classificação da montanha |
| Ciclista                  | Ciclista                  | Equipe                    | Pontos                    |                           |
| ------------------------- | ------------------------- | ------------------------- | ------------------------- | ------------------------- |
| 1.                        | Jay Vine                  | Alpecin-Deceuninck        | 40 pts                    |                           |
| 2.                        | Marc Soler                | UAE Team Emirates         | 16 pts                    |                           |
| 3.                        | Thibaut Pinot             | Groupama-FDJ              | 12 pts                    |                           |
| 4.                        | Rubén Fernández           | Cofidis                   | 11 pts                    |                           |
| 5.                        | Mark Padun                | EF Education-EasyPost     | 10 pts                    |                           |
| 6.                        | Jesús Herrada             | Cofidis                   | 10 pts                    |                           |
| 7.                        | Remco Evenepoel           | Quick-Step Alpha Vinyl    | 7 pts                     |                           |
| 8.                        | Fred Wright               | Bahrain Victorious        | 6 pts                     |                           |
| 9.                        | Roger Adrià               | Equipo Kern Pharma        | 6 pts                     |                           |
| 10.                       | Lawson Craddock           | BikeExchange-Jayco        | 5 pts                     |                           |

### Classificação dos jovens
| Classificação dos jovens | Classificação dos jovens | Classificação dos jovens | Classificação dos jovens | Classificação dos jovens |
| Ciclista                 | Ciclista                 | Equipe                   | Tempo                    |                          |
| ------------------------ | ------------------------ | ------------------------ | ------------------------ | ------------------------ |
| 1.                       | Remco Evenepoel          | Quick-Step Alpha Vinyl   | 29h28m19s                |                          |
| 2.                       | Carlos Rodríguez         | Ineos Grenadiers         | + 1m47s                  |                          |
| 3.                       | Juan Ayuso               | UAE Team Emirates        | + 2m02s                  |                          |
| 4.                       | João Almeida             | UAE Team Emirates        | + 2m44s                  |                          |
| 5.                       | Thymen Arensman          | Team DSM                 | + 3m18s                  |                          |
| 6.                       | Pavel Sivakov            | Ineos Grenadiers         | + 3m31s                  |                          |
| 7.                       | Sergio Higuita           | Bora-Hansgrohe           | + 3m41s                  |                          |
| 8.                       | Gino Mäder               | Bahrain Victorious       | + 3m43s                  |                          |
| 9.                       | José Félix Parra         | Equipo Kern Pharma       | + 17m18s                 |                          |
| 10.                      | Santiago Buitrago        | Bahrain Victorious       | + 25m28s                 |                          |

### Classificação por equipas
| Classificação por equipes | Classificação por equipes          | Classificação por equipes | Classificação por equipes |
| Equipe                    | Equipe                             | Tempo                     |                           |
| ------------------------- | ---------------------------------- | ------------------------- | ------------------------- |
| 1.                        | UAE Team Emirates                  | 87h40m20s                 |                           |
| 2.                        | Ineos Grenadiers                   | + 1m56s                   |                           |
| 3.                        | Bahrain Victorious                 | + 4m07s                   |                           |
| 4.                        | Bora-Hansgrohe                     | + 5m55s                   |                           |
| 5.                        | Movistar Team                      | + 7m29s                   |                           |
| 6.                        | EF Education-EasyPost              | + 7m55s                   |                           |
| 7.                        | Jumbo-Visma                        | + 11m46s                  |                           |
| 8.                        | Intermarché-Wanty-Gobert Matériaux | + 13m24s                  |                           |
| 9.                        | Astana Qazaqstan Team              | + 15m04s                  |                           |
| 10.                       | Groupama-FDJ                       | + 24m46s                  |                           |

## Abandonos
Jake Stewart, doente, Mark Donovan, Nikias Arndt e Anthony Delaplace, os três depois de ter dado positivo em COVID-19, não tomaram a saída. Por sua vez, Itamar Einhorn e Victor Langellotti não completaram a etapa por doença e sofrer uma queda respectivamente.